# Luis Palma
Luis Enrique Palma Oseguera, noto semplicemente come Luis Palma (La Ceiba, 17 gennaio 2000), è un calciatore honduregno, attaccante o centrocampista del Lech Poznań, in prestito dal Celtic, e della nazionale honduregna.

## Caratteristiche tecniche
È un trequartista.

## Carriera

### Club
Cresciuto nelle giovanili del Vida, debutta in prima squadra il 10 settembre 2017 nella gara di campionato vinta per 5-3 contro il Honduras Progreso, dove segna anche il suo primo gol nei professionisti. Va nuovamente in rete il 26 ottobre successivo nella sfida vinta per 3-0 contro la Platense. Conclude la sua prima stagione con 14 presenze e 2 reti.
Il 12 febbraio 2019, viene ufficializzato il suo passaggio in prestito al Real Monarchs, squadra di USL Championship. Debutta con la nuova squadra il 10 marzo successivo nel pareggio esterno per 1-1 contro il Sacramento. Il 28 luglio segna la sua prima ed unica rete con questa maglia nella sconfitta per 3-1 contro il San Antonio. Termina la stagione con 13 presenze totali ed una rete conquistando anche il suo primo trofeo in carriera, vincendo il campionato.
Tornato dal prestito, totalizza 9 presenze segnando un gol prima della fine della stagione. Nella stagione seguente, il 20 dicembre 2020 realizza la sua prima tripletta in carriera nella sfida valida per l'andata del Turno Intermedio dei Play-off contro il Lobos UPNFM, vinta per 3-1. Nella gara di ritorno realizza una doppietta nella vittoria per 5-1 per un totali di 8-2. Chiude la sua stagione con tredici reti in ventisei presenze totali. Nella stagione successiva, realizza fino a gennaio 6 reti in 17 presenze.
Il 19 gennaio 2022 viene comunicato il suo trasferimento a titolo definitivo all'Arīs Salonicco, squadra greca militante in Super League. Debutta con i greci il 14 febbraio seguente nella sconfitta di campionato per 2-0 contro il PAS Giannina. Il 10 aprile successivo realizza la sua prima rete con la nuova maglia, nella vittoria esterna per 2-1 contro l'AEK Atene. Termina la stagione con 11 presenze e 2 reti.
Il 21 luglio 2022, esordisce nelle competizioni europee nella gara d'andata del secondo turno di qualificazione alla Conference League vinto per 5-1 contro il Gomel, dove segna anche una rete e fornisce tre assist. L'8 novembre successivo realizza la sua prima tripletta con la nuova maglia nella vittoria casalinga per 5-0 contro il PAS Lamia, fornendo anche un assist. Conclude la stagione realizzando 13 reti in 36 partite.
Il 30 agosto 2023, viene ufficializzato il suo passaggio al Celtic. Esordisce con gli scozzesi il 16 settembre seguente nella quinta giornata di Scottish Premiershipvinta per 3-0 contro il Dundee. Tre giorni dopo esordisce in Champions League nella sconfitta per 2-0 contro il Feyenoord. Il 30 settembre realizza la sua prima rete con la nuova maglia nella vittoria per 2-1 contro il Motherwell.
Il 1º febbraio 2025 passa in prestito ai greci dell'Olympiakos.

### Nazionale
Debutta con la nazionale Under-17 honduregna nella CONCACAF Under-17 2017 nella gara d'esordio contro la nazionale Under-17 panamense persa 4-2 con anche una sua rete. Con la stessa nazionale partecipa anche al Mondiale Under-17 2017.
Con la nazionale Under-20 honduregna ha preso parte al CONCACAF Under-20 2018 dove segna ben 5 reti, di cui due contro Sint Maarten. Ha partecipato anche al Mondiale Under-20 2019.
Nel 2021 ha esordito nella Nazionale Olimpica con la quale ha preso parte ai Giochi Olimpici, nei quali segna una rete contro la Nuova Zelanda.
Nello stesso anno esordisce anche in Nazionale maggiore nel pareggio 0-0 contro la Costa Rica. Il 13 settembre 2023 segna la sua prima rete in nazionale nella vittoria per 4-0 contro il Grenada.

## Statistiche

### Presenze e reti nei club
Statistiche aggiornate alò 18 maggio 2024.
| Stagione              | Squadra               | Campionato            | Campionato | Campionato | Coppe nazionali | Coppe nazionali | Coppe nazionali | Coppe continentali | Coppe continentali | Coppe continentali | Altre coppe | Altre coppe | Altre coppe | Totale | Totale |
| Stagione              | Squadra               | Comp                  | Pres       | Reti       | Comp            | Pres            | Reti            | Comp               | Pres               | Reti               | Comp        | Pres        | Reti        | Pres   | Reti   |
| --------------------- | --------------------- | --------------------- | ---------- | ---------- | --------------- | --------------- | --------------- | ------------------ | ------------------ | ------------------ | ----------- | ----------- | ----------- | ------ | ------ |
| 2017-2018             | Vida                  | LNH                   | 14         | 2          | -               | -               | -               | -                  | -                  | -                  | -           | -           | -           | 14     | 2      |
| 2018-gen. 2019        | Vida                  | LNH                   | 4          | 1          | -               | -               | -               | -                  | -                  | -                  | -           | -           | -           | 4      | 1      |
| 2019                  | Real Monarchs         | USL                   | 13         | 1          | -               | -               | -               | -                  | -                  | -                  | -           | -           | -           | 13     | 1      |
| gen.-giu. 2020        | Vida                  | LNH                   | 9          | 1          | -               | -               | -               | -                  | -                  | -                  | -           | -           | -           | 9      | 1      |
| 2020-2021             | Vida                  | LNH                   | 26         | 13         | -               | -               | -               | -                  | -                  | -                  | -           | -           | -           | 26     | 13     |
| 2021-gen. 2022        | Vida                  | LNH                   | 17         | 6          | -               | -               | -               | -                  | -                  | -                  | -           | -           | -           | 17     | 6      |
| Totale Vida           | Totale Vida           | Totale Vida           | 70         | 23         |                 | -               | -               |                    | -                  | -                  |             | -           | -           | 70     | 23     |
| gen.-giu. 2022        | Arīs Salonicco        | SL                    | 11         | 2          | CG              | -               | -               | UECL               | -                  | -                  | -           | -           | -           | 11     | 2      |
| 2022-2023             | Arīs Salonicco        | SL                    | 29         | 11         | CG              | 3               | 1               | UECL               | 4                  | 1                  | -           | -           | -           | 36     | 13     |
| ago. 2023             | Arīs Salonicco        | SL                    | 1          | 0          | CG              | -               | -               | UECL               | 4                  | 2                  | -           | -           | -           | 5      | 2      |
| Totale Arīs Salonicco | Totale Arīs Salonicco | Totale Arīs Salonicco | 41         | 13         |                 | 3               | 1               |                    | 8                  | 3                  |             | -           | -           | 52     | 17     |
| ago. 2023-2024        | Celtic                | SP                    | 28         | 7          | CS+CdL          | 3+0             | 1+0             | UCL                | 5                  | 2                  | -           | -           | -           | 36     | 10     |
| Totale carriera       | Totale carriera       | Totale carriera       | 152        | 44         |                 | 6               | 2               |                    | 13                 | 5                  |             | -           | -           | 171    | 51     |

### Cronologia presenze e reti in nazionale
| Cronologia completa delle presenze e delle reti in nazionale ― Honduras | Cronologia completa delle presenze e delle reti in nazionale ― Honduras | Cronologia completa delle presenze e delle reti in nazionale ― Honduras | Cronologia completa delle presenze e delle reti in nazionale ― Honduras | Cronologia completa delle presenze e delle reti in nazionale ― Honduras | Cronologia completa delle presenze e delle reti in nazionale ― Honduras | Cronologia completa delle presenze e delle reti in nazionale ― Honduras | Cronologia completa delle presenze e delle reti in nazionale ― Honduras |
| Data                                                                    | Città                                                                   | In casa                                                                 | Risultato                                                               | Ospiti                                                                  | Competizione                                                            | Reti                                                                    | Note                                                                    |
| ----------------------------------------------------------------------- | ----------------------------------------------------------------------- | ----------------------------------------------------------------------- | ----------------------------------------------------------------------- | ----------------------------------------------------------------------- | ----------------------------------------------------------------------- | ----------------------------------------------------------------------- | ----------------------------------------------------------------------- |
| 8-10-2021                                                               | San Pedro Sula                                                          | Honduras                                                                | 0 – 0                                                                   | Costa Rica                                                              | Qual. Mondiali 2022                                                     | -                                                                       | 56’                                                                     |
| 14-10-2021                                                              | San Pedro Sula                                                          | Honduras                                                                | 0 – 2                                                                   | Giamaica                                                                | Qual. Mondiali 2022                                                     | -                                                                       | 73’                                                                     |
| 4-6-2022                                                                | Willemstad                                                              | Curaçao                                                                 | 0 – 1                                                                   | Honduras                                                                | CONCACAF Nations League 2022-2023 - 1º turno                            | -                                                                       | 71’                                                                     |
| 14-6-2022                                                               | San Pedro Sula                                                          | Honduras                                                                | 2 – 1                                                                   | Canada                                                                  | CONCACAF Nations League 2022-2023 - 1º turno                            | -                                                                       | 67’                                                                     |
| 24-9-2022                                                               | Miami Gardens                                                           | Argentina                                                               | 3 – 0                                                                   | Honduras                                                                | Amichevole                                                              | -                                                                       | 46’                                                                     |
| 27-9-2022                                                               | Houston                                                                 | Honduras                                                                | 2 – 1                                                                   | Guatemala                                                               | Amichevole                                                              | -                                                                       | 64’                                                                     |
| 9-9-2023                                                                | Kingston                                                                | Giamaica                                                                | 1 – 0                                                                   | Honduras                                                                | CONCACAF Nations League 2023-2024 - 1º turno                            | -                                                                       |                                                                         |
| 13-9-2023                                                               | Tegucigalpa                                                             | Honduras                                                                | 4 – 0                                                                   | Grenada                                                                 | CONCACAF Nations League 2023-2024 - 1º turno                            | 1                                                                       |                                                                         |
| 13-10-2023                                                              | Santo Domingo                                                           | Cuba                                                                    | 0 – 0                                                                   | Honduras                                                                | CONCACAF Nations League 2023-2024 - 1º turno                            | -                                                                       |                                                                         |
| 16-10-2023                                                              | Tegucigalpa                                                             | Honduras                                                                | 4 – 0                                                                   | Cuba                                                                    | CONCACAF Nations League 2023-2024 - 1º turno                            | -                                                                       | 62’                                                                     |
| 18-11-2023                                                              | Tegucigalpa                                                             | Honduras                                                                | 2 – 0                                                                   | Messico                                                                 | CONCACAF Nations League 2023-2024 - Quarti di finale                    | -                                                                       | 89’                                                                     |
| 21-11-2023                                                              | Città del Messico                                                       | Messico                                                                 | 2 – 0 dts (4 – 2 dtr)                                                   | Honduras                                                                | CONCACAF Nations League 2023-2024 - Quarti di finale                    | -                                                                       | 90’                                                                     |
| 6-6-2024                                                                | Tegucigalpa                                                             | Honduras                                                                | 3 – 1                                                                   | Cuba                                                                    | Qual. Mondiali 2026                                                     | -                                                                       | 70’                                                                     |
| 9-6-2024                                                                | Devonshire                                                              | Bermuda                                                                 | 1 – 6                                                                   | Honduras                                                                | Qual. Mondiali 2026                                                     | -                                                                       | 76’                                                                     |
| 6-9-2024                                                                | Tegucigalpa                                                             | Honduras                                                                | 4 – 0                                                                   | Trinidad e Tobago                                                       | CONCACAF Nations League 2024-2025 - 1º turno                            | -                                                                       | 63’ 68’                                                                 |
| 10-9-2024                                                               | Tegucigalpa                                                             | Honduras                                                                | 1 – 2                                                                   | Giamaica                                                                | CONCACAF Nations League 2024-2025 - 1º turno                            | -                                                                       |                                                                         |
| 15-11-2024                                                              | San Pedro Sula                                                          | Honduras                                                                | 2 – 0                                                                   | Messico                                                                 | CONCACAF Nations League 2024-2025 - Quarti di finale                    | 2                                                                       | 63’                                                                     |
| 19-11-2024                                                              | Toluca                                                                  | Messico                                                                 | 4 – 0                                                                   | Honduras                                                                | CONCACAF Nations League 2024-2025 - Quarti di finale                    | -                                                                       | 46’                                                                     |
| 21-3-2025                                                               | Devonshire                                                              | Bermuda                                                                 | 3 – 5                                                                   | Honduras                                                                | Qual. Gold Cup 2025                                                     | 1                                                                       | 86’                                                                     |
| 25-3-2025                                                               | Tegucigalpa                                                             | Honduras                                                                | 2 – 0                                                                   | Bermuda                                                                 | Qual. Gold Cup 2025                                                     | 1                                                                       | 72’                                                                     |
| 7-6-2025                                                                | George Town                                                             | Isole Cayman                                                            | 0 – 1                                                                   | Honduras                                                                | Qual. Mondiali 2026                                                     | -                                                                       | 56’                                                                     |
| 10-6-2025                                                               | Tegucigalpa                                                             | Honduras                                                                | 2 – 0                                                                   | Antigua e Barbuda                                                       | Qual. Mondiali 2026                                                     | -                                                                       | 82’                                                                     |
| 17-6-2025                                                               | Vancouver                                                               | Canada                                                                  | 6 – 0                                                                   | Honduras                                                                | Gold Cup 2025 - 1º turno                                                | -                                                                       | 46’                                                                     |
| 21-6-2025                                                               | Houston                                                                 | Honduras                                                                | 2 – 0                                                                   | El Salvador                                                             | Gold Cup 2025 - 1° turno                                                | -                                                                       | 90+1’                                                                   |
| 24-6-2025                                                               | San Jose                                                                | Honduras                                                                | 2 – 1                                                                   | Curaçao                                                                 | Gold Cup 2025 - 1° turno                                                | 1                                                                       | 59’ 90’                                                                 |
| 28-6-2025                                                               | Glendale                                                                | Panama                                                                  | 1 – 1 (4 – 5 dtr)                                                       | Honduras                                                                | Gold Cup 2025 - Quarti di finale                                        | -                                                                       | 66’                                                                     |
| 2-7-2025                                                                | Santa Clara                                                             | Messico                                                                 | 1 – 0                                                                   | Honduras                                                                | Gold Cup 2025 - Semifinale                                              | -                                                                       | 71’                                                                     |
| Totale                                                                  |                                                                         | Presenze                                                                | 27                                                                      |                                                                         | Reti                                                                    | 6                                                                       |                                                                         |

| Cronologia completa delle presenze e delle reti in nazionale ― Honduras olimpica | Cronologia completa delle presenze e delle reti in nazionale ― Honduras olimpica | Cronologia completa delle presenze e delle reti in nazionale ― Honduras olimpica | Cronologia completa delle presenze e delle reti in nazionale ― Honduras olimpica | Cronologia completa delle presenze e delle reti in nazionale ― Honduras olimpica | Cronologia completa delle presenze e delle reti in nazionale ― Honduras olimpica | Cronologia completa delle presenze e delle reti in nazionale ― Honduras olimpica | Cronologia completa delle presenze e delle reti in nazionale ― Honduras olimpica |
| Data                                                                             | Città                                                                            | In casa                                                                          | Risultato                                                                        | Ospiti                                                                           | Competizione                                                                     | Reti                                                                             | Note                                                                             |
| -------------------------------------------------------------------------------- | -------------------------------------------------------------------------------- | -------------------------------------------------------------------------------- | -------------------------------------------------------------------------------- | -------------------------------------------------------------------------------- | -------------------------------------------------------------------------------- | -------------------------------------------------------------------------------- | -------------------------------------------------------------------------------- |
| 22-7-2021                                                                        | Kashima                                                                          | Honduras                                                                         | 0 – 1                                                                            | Romania                                                                          | Olimpiadi 2020 - 1º turno                                                        | -                                                                                | 57’                                                                              |
| 25-7-2021                                                                        | Kashima                                                                          | Nuova Zelanda                                                                    | 2 – 3                                                                            | Honduras                                                                         | Olimpiadi 2020 - 1º turno                                                        | 1                                                                                |                                                                                  |
| 28-7-2021                                                                        | Yokohama                                                                         | Corea del Sud                                                                    | 6 – 0                                                                            | Honduras                                                                         | Olimpiadi 2020 - 1º turno                                                        | -                                                                                | 43’                                                                              |
| Totale                                                                           |                                                                                  | Presenze                                                                         | 3                                                                                |                                                                                  | Reti                                                                             | 1                                                                                |                                                                                  |

## Palmarès

### Club

#### Competizioni nazionali
- USL Championship: 1

Real Monarchs: 2019
- Campionato scozzese: 1

Celtic: 2023-2024
- Coppa di Scozia: 1

Celtic: 2023-2024
- Coppa di Lega scozzese: 1

Celtic: 2024-2025
- Campionato greco: 1

Olympiacos: 2024-2025
- Coppa di Grecia: 1

Olympiacos: 2024-2025